# بودانات
بودانات (نپالی: बौद्धनाथ) یک استوپا در شهر کاتماندوی کشور نپال است. این بنا در ۱۱ کیلومتری، از مرکز حومه شرقی کاتماندو واقع شده و استوپای ماندالای عظیم آن را به یکی از بزرگترین استوپاهای کروی نپال مبدل ساخته است.

## نگارخانه

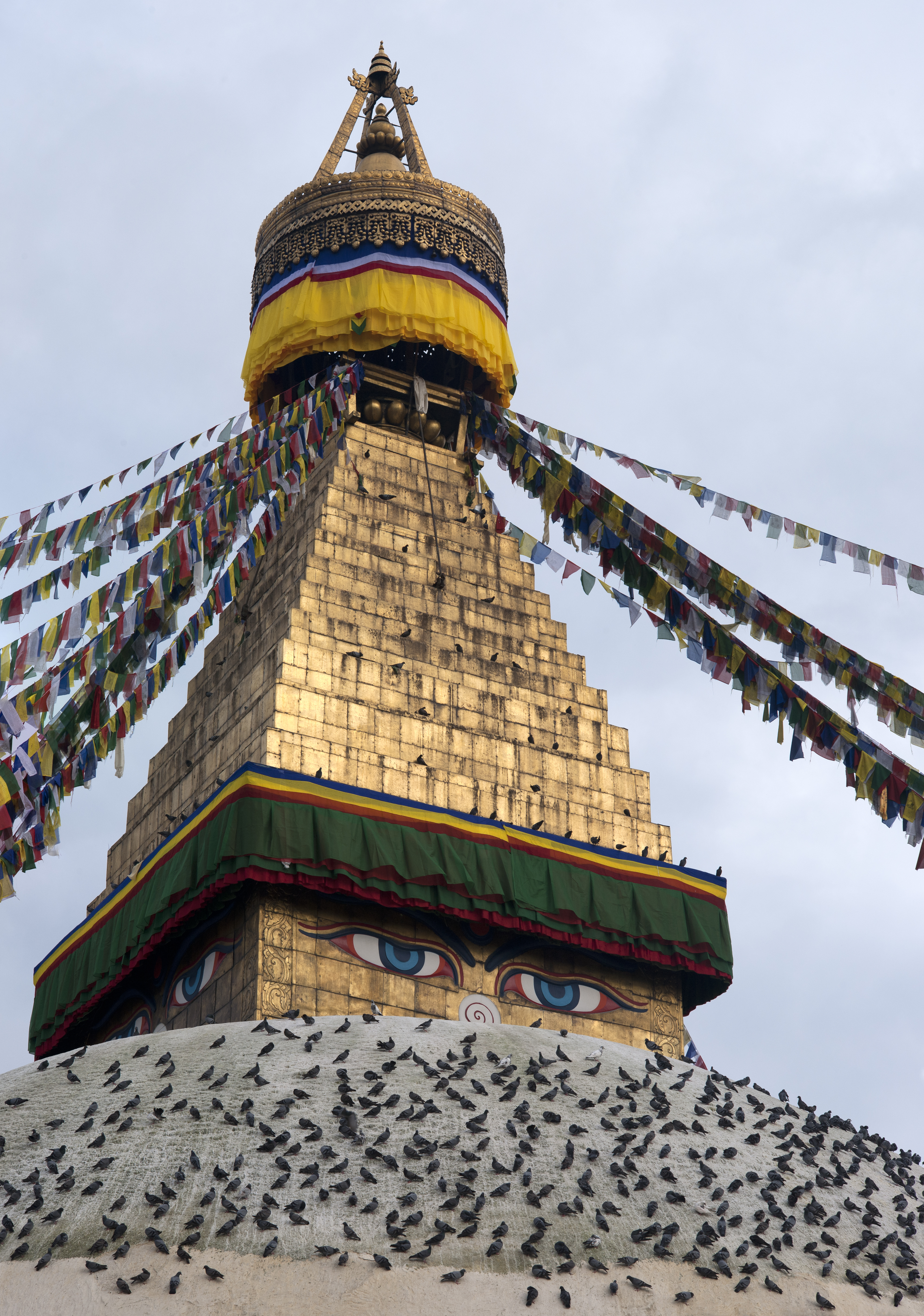
چشمان بودا در معبد بودانات
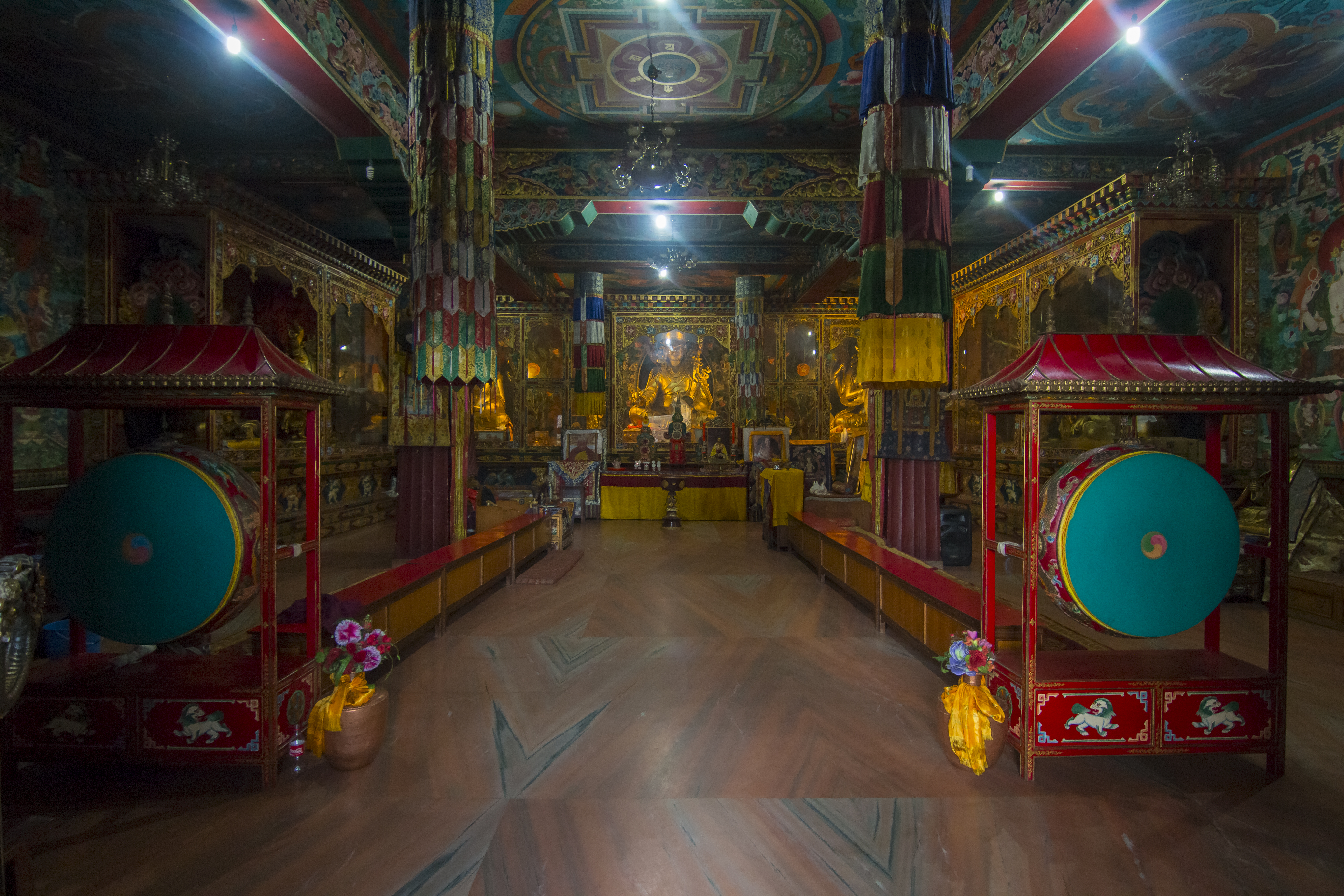
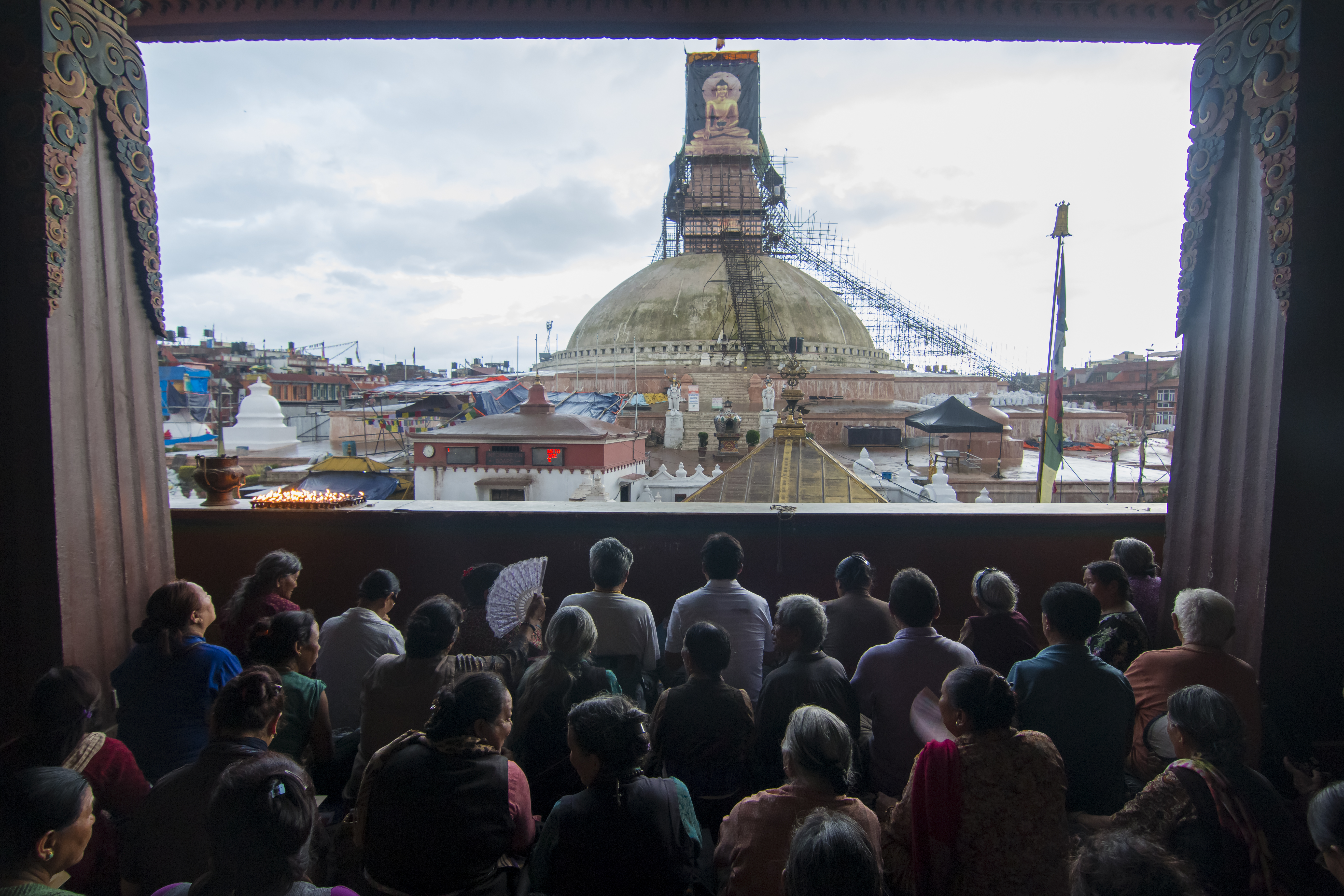
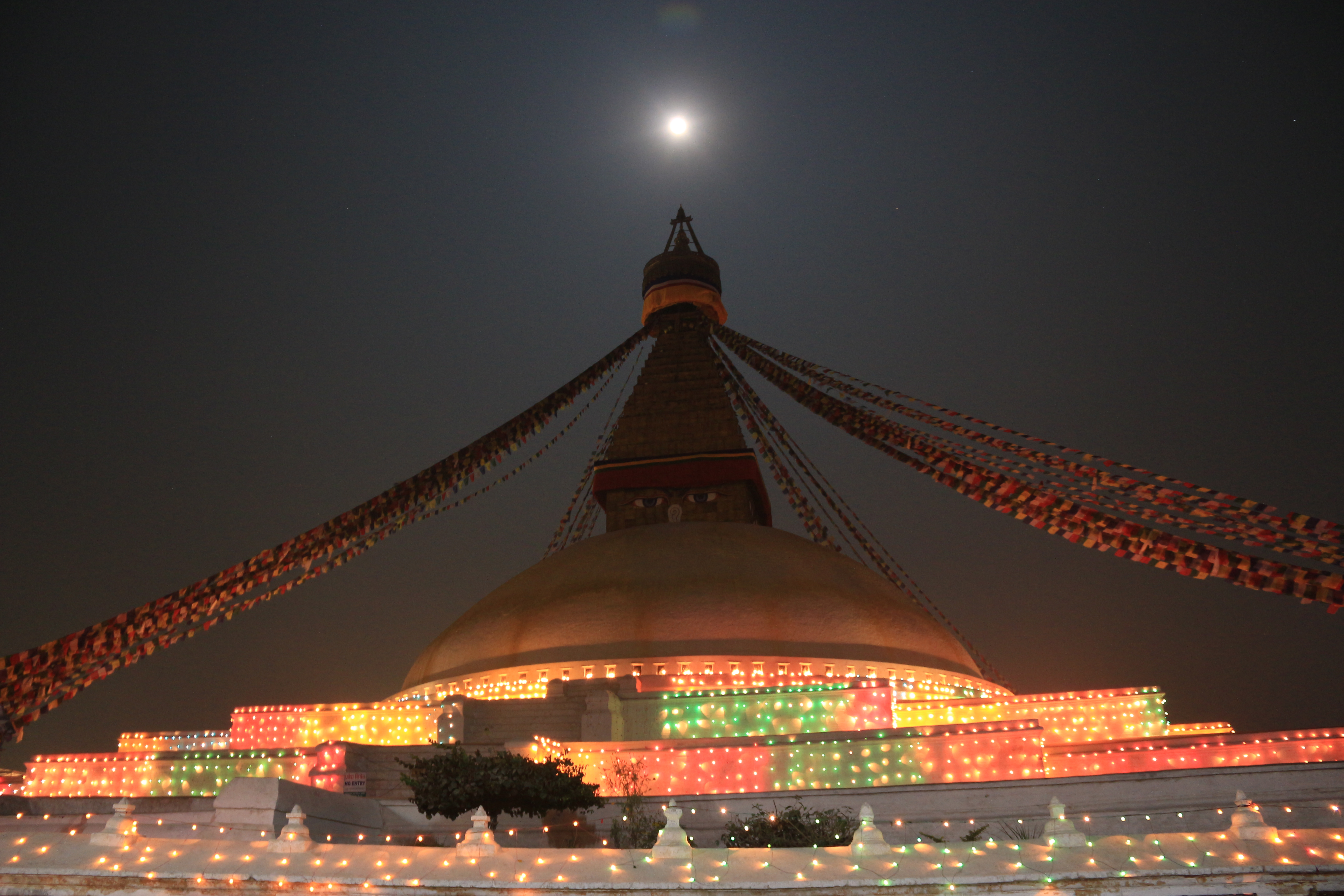
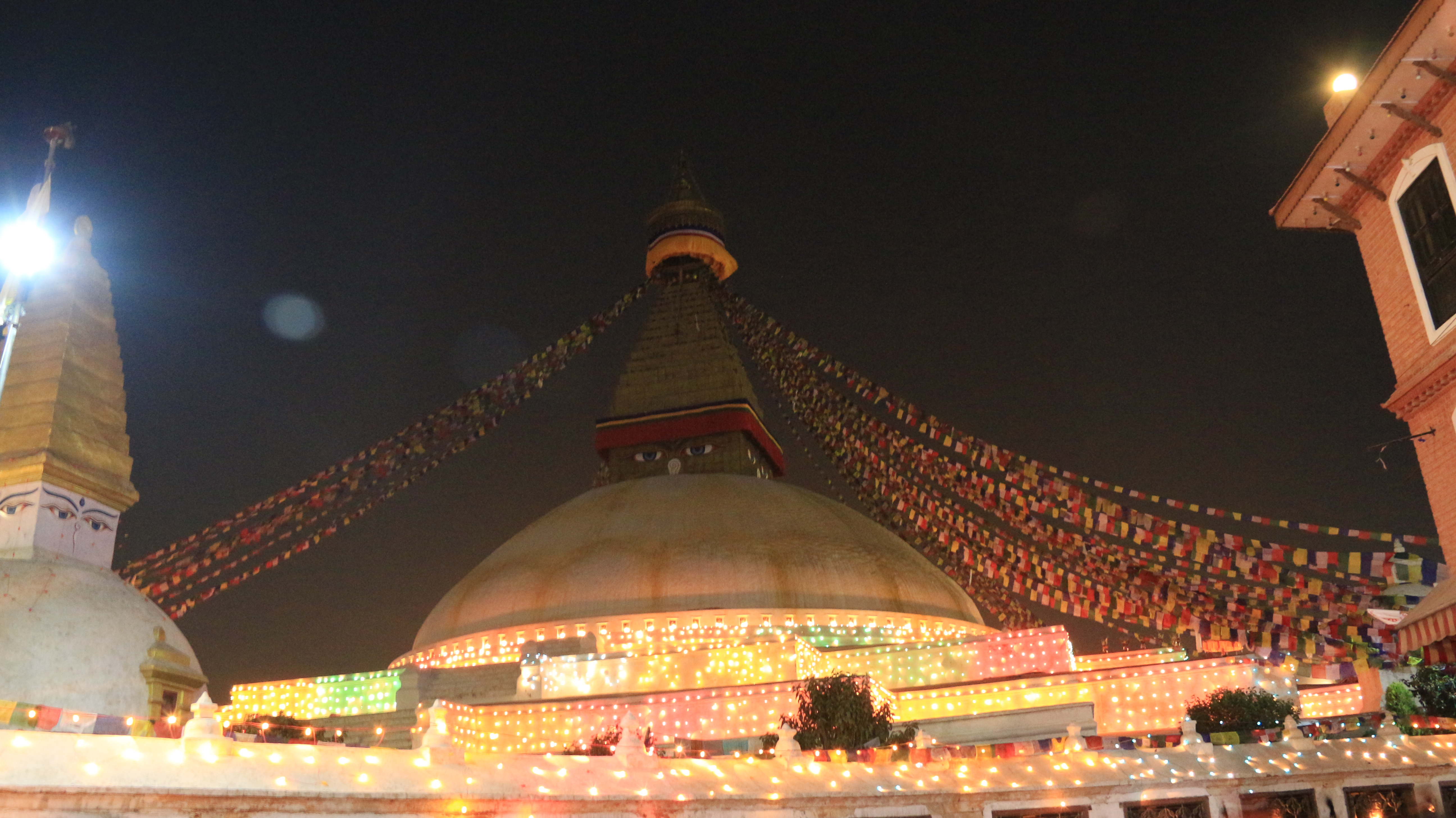
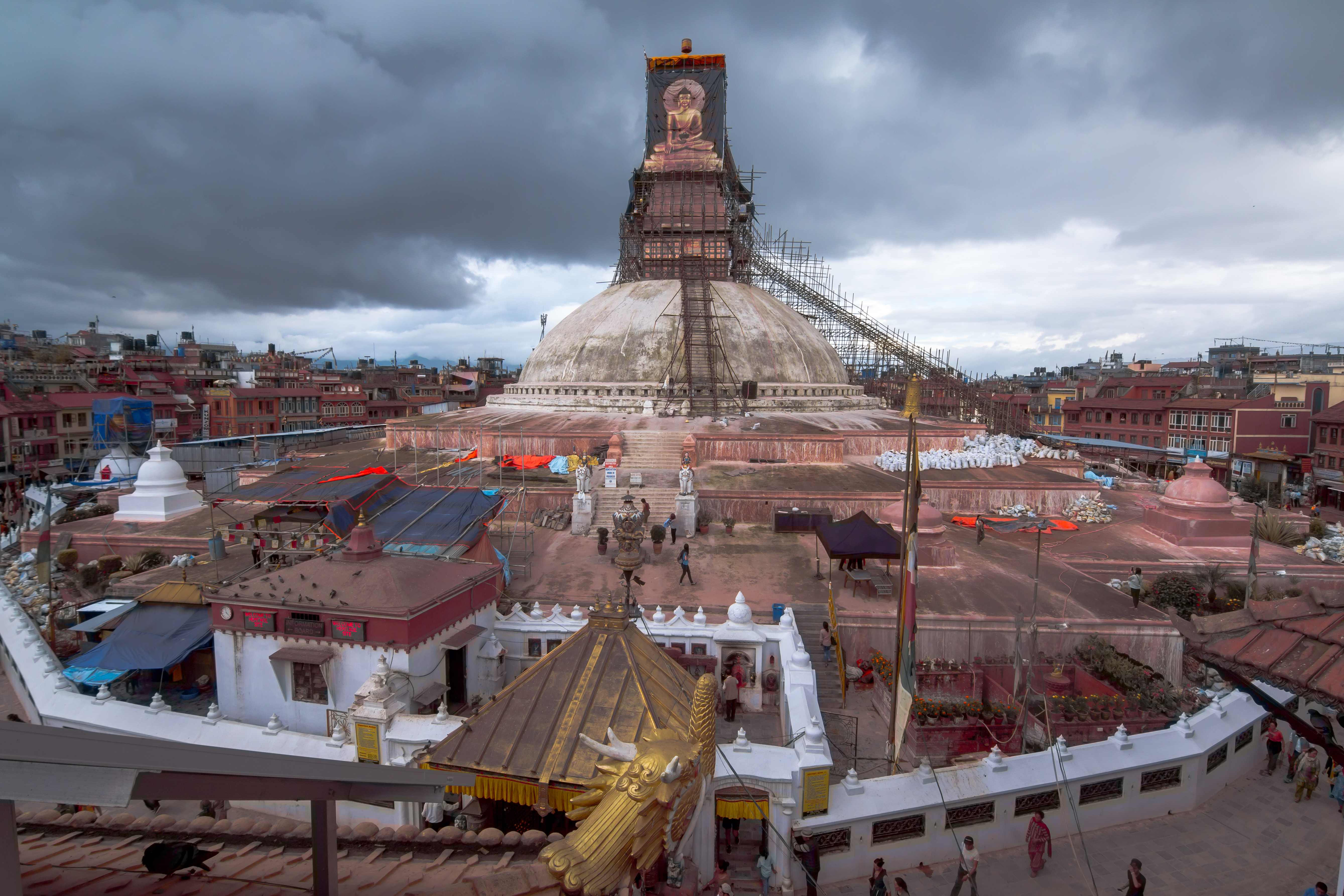